# Сагдеев, Ренад Зиннурович
Рена́д Зинну́рович Сагде́ев (тат. Ренад Зиннур улы Сәгъдиев; род. 13 декабря 1941, Казань, Татарская АССР, РСФСР, СССР) — советский и российский химик, академик РАН (1997), доктор химических наук.

## Биография
Окончил Новосибирский государственный университет (1965). В 1965—1993 годах работал в Институте химической кинетики и горения СО РАН в Новосибирске (в 1983—1993 заместитель директора). В 1989 году основал Институт «Международный томографический центр» СО РАН (МТЦ СО РАН), по 2016 был директором МТЦ СО РАН, с 2016 — научный руководитель МТЦ СО РАН.
Член-корреспондент АН СССР с 1987 года, академик Российской академии наук с 1997 года по Отделению общей и технической химии, член Президиума РАН и Бюро Президиума СО РАН.

## Научная работа
Важнейшие научные работы Ренада Сагдеева относятся к области спектроскопии ЯМР и спиновой химии, исследований элементарного акта химических реакций.
Изучил влияние электронных и ядерных спинов на протекание радикальных химических реакций.
В 1975—1980 годах совместно с А. Л. Бучаченко, Ю. Н. Молиным, Э. М. Галимовым и другими учеными установил влияние магнитных полей на протекание химических процессов, открыл магнитный изотопный эффект (1975). Предложил метод радиочастотного зонда и метод стимулированной поляризации ядер для изучения короткоживущих радикалов и радикальных пар в химических реакциях.

## Награды и достижения
- В 1986 году Р. З. Сагдееву совместно с сотрудниками ИХКГ СО АН И ИХФ АН СССР присуждена Ленинская премия за цикл работ «Магнитно-спиновые эффекты в химических реакциях»
- Лауреат Государственной премии Российской Федерации в области науки и техники 1994 года за цикл работ «Нитроксильные радикалы имидазолина».
- Орден «За заслуги перед Отечеством» IV степени (2007)[1]
- Орден Александра Невского (2024)[2]
- Орден Почёта (2002)[3]
- В 2014 году Ренаду Сагдееву было присуждено звание «Почётный гражданин Новосибирской области»[4]
- Лауреат премии Правительства Российской Федерации в области образования (2015)[5]
- Орден «Дуслык» (Татарстан, 2016)[6]

## Семья
- Отец — Зиннур Загирович Сагдеев (1906—1994) — партийный работник, в 50-е—60-е годы XX века — заместитель председателя Совета министров Татарской АССР;
- Мать — Фахрия Каримовна Сагдеева (Идрисова) (1914—1999) — учитель математики;
- Братья — Роальд (род. 1932) — советский и российский физик, академик РАН, профессор Мэрилендского университета (США), Роберт (1939—2009) — преподаватель курса экономики в Казанском финансово-экономическом институте и Рустэм;
- Дети — Дмитрий и Евгений.